# Historia pontificalis
L'Historia pontificalis è una cronaca universale composta da Giovanni di Salisbury tra il 1156 e il 1170. Vengono narrati gli eventi accaduti tra il 1148 e il 1152 dal punto di vista della curia papale.

## L'opera
L’Historia pontificalis è un’opera storica, concepita probabilmente dall’autore come continuazione della Cronaca universale di Sigeberto di Gembloux, la quale terminava parlando degli eventi del 1147-48, anno usato come punto di partenza dallo stesso Giovanni di Salisbury. Nell’opera si trovano narrati gli eventi fino al 1152, trattati dal punto di vista privilegiato della curia papale, centro non solo del mondo ecclesiastico, ma anche del mondo politico dell’epoca, in quanto in continuo dialogo con i maggiori Paesi dell’epoca. L’obiettivo dichiarato dallo stesso autore è quello di fare in modo che determinati eventi non vengano dimenticati, ma rimangano sempre alla memoria di tutti, e in effetti essa ha permesso di tenere traccia di eventi che, altrimenti, non avrebbero avuto attestazione. Questo anche perché di alcuni dei fatti narrati, come ad esempio quelli relativi al concilio di Reims del 1149, egli è stato testimone diretto, essendo in quegli anni già all’opera come segretario dell’arcivescovo Teobaldo di Bec e occupandosi tra le altre cose delle relazioni con la Santa Sede sia a livello epistolare sia in quanto ambasciatore. Come indicazione di metodo, peraltro, afferma che non scriverà nulla all’infuori di ciò che ha visto lui direttamente o che gli è stato riportato dalla testimonianza o dagli scritti di uomini affidabili, sintomo di una volontà di attenersi ai fatti e limitare i giudizi. Lo stesso accade nella valutazione dei differenti personaggi di cui scrive, verso i quali manifesta sempre un forte equilibrio e una capacità valutativa singolare che lo porta a considerare i personaggi per quelle che sono le loro azioni. Inoltre, in quest’opera si riconosce una capacità di caratterizzazione dei personaggi, che li rende estremamente verosimili, elemento chiave anche della storiografia greca e romana cui Giovanni stesso aveva avuto accesso potendo leggere le Vite dei Cesari di Svetonio o il Bellum Iugurtinum di Sallustio.
La storiografia, tuttavia, non rientrava tra gli interessi principali dell’autore che potrebbe essere stato spinto alla scrittura di quest’opera da un’esortazione esterna come si intuisce nel prologo, in cui inoltre dichiara quelli che per lui sono gli obiettivi della storia. Nello specifico questi sono tre: rivelare l’operato di Dio nel mondo, per cui la storia si configura unicamente come esecuzione di una volontà superiore, agire come contenitore di esempi morali - e dunque non interessa tanto la storia di per sé quanto più l’analisi etica di comportamenti che poi vanno riproposti o meno - e infine fornire dei precedenti per assicurare o sottrarre dei privilegi, per cui la storia ha un fine meramente pratico ed opportunistico. In tal senso non gli è necessaria un’assoluta precisione a livello cronologico, tanto che spesso indulge in espressioni come altera die “un altro giorno” e nemmeno gli interessa di porsi in dialogo con le altre opere storiografiche riportando le fonti da cui ricava una qualche notizia ma servendosi di espressioni come ut aiunt “come dicono”. Inoltre, questa mancanza di precisione lo porta a non rispettare nemmeno l’ordine cronologico degli eventi, tanto che l’opera si chiude con il riferimento alle fondazioni abbaziali volute da re Stefano d’Inghilterra e dalla moglie Matilde di Boulogne avvenute nel 1148.

## I problemi nella datazione
Certamente l’opera non si doveva chiudere in questo modo, e ciò richiama all’altro grande problema ad esso legato, ossia quello della datazione, questione che chiarifica in parte anche alcune caratteristiche di quest’opera. Due sono le datazioni possibili per la sua realizzazione, ossia il periodo compreso tra il 1156-1159, anni in cui ha composto anche il Policraticus e il Metalogicon e il periodo dell’esilio, quindi a partire dal 1163. La seconda ipotesi sembra quella più probabile, anche considerando i capitoli XIII-XIV in cui compare una disquisizione sulla dottrina di Gilberto Porretano: questa sezione è fitta di citazioni letterarie a testi sacri e opere patristiche, in particolare viene citato l’Hypomnesticon di Agostino d’Ippona facendo riferimento a un passaggio che, tuttavia, appartiene al De libero arbitrio e che compare anche nel Metalogicon con il riferimento corretto all’opera.
La datazione dell’opera, come mostrano queste imprecisioni, dovrebbe risalire a dopo il 1163, ma in realtà è possibile anche che, scrivendo a così grande distanza dagli eventi che narra, pur avendone avuto una conoscenza diretta o comunque notizie di prima mano, non abbia fatto affidamento solo sulla sua memoria per la composizione dell’opera. Egli potrebbe aver tenuto per tutto questo tempo una sorta di diario in cui annotava tutti gli eventi più importanti del suo tempo, e su di esso si sarebbe appoggiato per scrivere quest’opera. Ciò spiegherebbe sia la capacità di narrare con vividezza alcuni degli eventi sia gli errori nelle narrazioni di altri, cui non aveva assistito direttamente o che non aveva annotato con precisione nei suoi appunti; l’idea di un’opera di questo tipo poteva sempre averlo accompagnato, ma la sua realizzazione sarebbe realisticamente da datarsi agli anni successivi al 1163. Come già detto, inoltre, l’opera si conclude in modo abbastanza singolare e difficile da comprendere, e si può supporre che anche negli anni finali della sua vita abbia continuato a lavorare su quest’opera, non arrivando mai a portarla a compimento e consegnando ai posteri una versione non definitiva, quella che è giunta.

## La tradizione manoscritta
L'opera è tramandata da un singolo manoscritto: Bern, Burgerbibliothek, 367 che risulta essere mutilo nella parte finale.

## Edizioni
- Giovanni di Salisbury, Historia pontificalis. John of Salisbury’s Memoirs of the Papal Court, ed. M. Chibnall, London, 19561; Oxford 19862.